# .hn
.hn је највиши Интернет домен државних кодова (ccTLD) за Хондурас.